# Били Ајлиш
Били Ајлиш Пајрат Берд О’Конел (енгл. Billie Eilish Pirate Baird O'Connell; Лос Анђелес, 18. децембар 2001) америчка је певачица, текстописац и глумица. Пажњу је стекла песмом Ocean Eyes (2015), коју је написала и продуцирала са својим братом Финијасом О’Конелом. Издала је три студијска албума — When We All Fall Asleep, Where Do We Go? (2019), Happier Than Ever (2021) и Hit Me Hard and Soft (2024) — који су остварили комерцијални и критички успех.
Добитница је бројних награда, међу којима девет награда Греми, две Америчке музичке награде, три МТВ видео музичке награде, три награде Брит, две награде Златни глобус и једног Оскара, док је такође оборила два Гинисова рекорда. Прва је особа рођена у 21. веку која је освојила Оскара. Сматра се једним од најуспешнијих извођача данашњице. Такође се истакла и по политичком активизму, усредсређујући се на свест о климатским променама, бодипозитивност, права жена и родну равноправност.

## Живот и каријера
Рођена је и одрасла у породици музичара. Од малена је имала приступ инструментима, те се бавила свирањем истих. Њени родитељи никада ниду ограничавали њено уметничко изражавање. Она је школована код куће и ванредно је завршила средњу школу. Са 8 година се придружила хору, а већ са 11 је почела да пише и сама изводи своје песме. Њен старији брат, Финиас О’Конел је имао највећи значај у почетку њеног пута до славе. Он је имао свој бенд, The Slightlys и написао песму Ocean Eyes, на захтев учитеља плеса из школе у коју је ишла. Како би учитељ, Фред Диаз, лакше придтупио песми, песма је била додата на СаундКлауд. Песма је за кратко време зарадила 1000 преслушавања, а одатле је слава само расла. Брат јој је помогао да сними сингл Bellyache. Интересантно је то што је Били ову песму написала из перспективе лика који је убио своје пријатеље, што њеним песмама даје експерименталну и контроверзну ноту. Затим је снимила песму са насловом 'Bored' која је укључена у официјалну листу песама познате Нетфликс серије 13 разлога зашто. Касније те године избацила је EP Don't Smile At Me у августу 2017. После појаве ЕП-а на неколико националних и интернационалних топ листа, Епл ју је прогласио за новог уметника у успону. Исте године, сарађивала је са Винс Степлсом (енгл. Vince Staples) и објавила ремикс своје песме Watch који је преименован у &Burn. Да би себе више промовисала, кренула је на турнеју Where's My Mind у фебруару 2018. године. Турнеја се завршила у априлу 2018. У 2018. години, објавила је синглове Bitches Broken Hearts и You Should See Me In A Crown. Почетком 2019. године изашао је албум When We All Fall Asleep Where Do We Go и постигао велике успехе на плејлистама, нарочито песме Bad Guy и Bury A Friend које садрже веома контроверзне спотове.
У 2021. години са популарном шпанском певачицом Росалијом направила је песму Lo Vas Olvidar за популарну тинејџ серију Еуфорију.
Године 2020. је добила чак четири Греми награда: за песму године, композицију године, албум године и награду за најбољег новог извођача. Године 2021. добила је још две Греми награде за песму Everything I Wanted и за категорију визуелна медија за песму No Time to Die. За исту песму је 2022. године добила Оскара за најбољу оригиналну песму. Међу тим наградама нашле су се и АМАС, Ај Хеарт Радио награде, итд. Добила је и "троструку круну", зарадивши Гремија, Оскара и Златни Глобус.

## Приватни живот
До 2019. живела је са родитељима у Лос Анђелесу, након чега се одселила. Године 2021. изјавила је да и даље проводи много ноћи у спаваћој соби из детињства да би била близу својих родитеља. Рекла је да је добила дијагнозу Туретовог синдрома када је имала 11 година, као и да има синестезију и да је доживела депресију. Такође је рекла да је искусила сексуално злостављање као дете.
Раније је излазила са репером Брендоном Адамсом, познатом по уметничком имену 7:AMP. Између октобра 2022. и маја 2023. излазила је са певачем Џесијем Радерфордом. Бисексуалног је опредељења, рекавши да је привлаче и мушкарци и жене.

## Дискографија

### Студијски албуми
| Наслов                                                                         | Детаљи | Највиша позиција на листи | Највиша позиција на листи |
| Наслов                                                                         | Детаљи | САД                       | УК                        |
| ------------------------------------------------------------------------------ | --- | ------------------------- | ------------------------- |
| When We All Fall Asleep, Where Do We Go?                                       | - Објављен: 29. март 2019. - Издавачке куће: Darkroom, Interscope - Формати: CD, касета, дигитално преузимање, стриминг, плоча, бокс сет | 1                         | 1                         |
| Happier Than Ever                                                              | - Објављен: 30. јул 2021. - Издавачке куће: Darkroom, Interscope - Формати: CD, касета, дигитално преузимање, стриминг, плоча, бокс сет  | 1                         | 1                         |
| Hit Me Hard and Soft                                                           | - Oбјављен: 17. мај 2024. - Издавачке куће: Darkroom, Interscope - Формати: CD, касета, дигитално преузимање, стриминг, плоча, бокс сет  | 2                         | 1                         |
| "—" значи да албум није доспео на листе или није био објављен на том подручју. | |                           |                           |

### EP-еви
| Наслов                                                                         | Детаљи | Највиша позиција на листи | Највиша позиција на листи |
| Наслов                                                                         | Детаљи | САД                       | УК                        |
| ------------------------------------------------------------------------------ | --- | ------------------------- | ------------------------- |
| Don't Smile at Me                                                              | - Објављен: 11. август 2017. - Издавачке куће: Darkroom, Interscope - Формати: CD, дигитално преузимање, касета, стриминг, плоча | 14                        | 12                        |
| Guitar Songs                                                                   | - Објављен: 21. јул 2022. - Издавачке куће: Darkroom, Interscope - Формати: дигитално преузимање, стриминг                       | —                         | —                         |
| "—" значи да албум није доспео на листе или није био објављен на том подручју. | |                           |                           |

### Синглови
- „Six Feet Under” (2016)
- „Ocean Eyes” (2016)
- „Bellyache” (2017)
- „Bored” (2017)
- „Watch” (2017)
- „Copycat” (2017)
- "Hostage" (2018)
- „Idontwannabeyouanymore” (2017)
- „My Boy” (2017)
- „&Burn” (2017)
- „Bitches Broken Hearts” (2018)
- „Lovely” (2018)
- „Party Favor” (2018)
- „You Should See Me in a Crown” (2018)
- „When the Party's Over” (2018)
- „Come Out and Play” (2018)
- „When I Was Older” (2019)
- „Bury a Friend” (2019)
- " Xanny" (2019)
- "8" (2019)
- "My Strange Addiction" (2019)
- "Listen Before I Go" (2019)
- "I Love You" (2019)
- "Goodbye" (2019)
- „Wish You Were Gay” (2019)
- „Bad Guy” (2019)
- „All the Good Girls Go to Hell” (2019)
- „Everything I Wanted” (2019)
- „No Time to Die” (2020)
- „Ilomilo” (2019)
- „My Future” (2020)
- „Therefore I Am” (2020)
- ,, Lo Vas A Olvidar" (2021)
- "Your Power" (2021)
- "Lost Cause" (2021)

### Спотови
| Спот                            |  |  | Година | Режисер                 |
| ------------------------------- |  |  | ------ | ----------------------- |
| „Ocean Eyes”                    |  |  | 2016   | Меган Томпсон           |
| „Bellyache”                     |  |  | 2017   | Miles and AJ            |
| „Bored”                         |  |  | 2017   | Били Ајлиш              |
| „Watch”                         |  |  | 2017   | Меган Парк              |
| „Lovely”                        |  |  | 2018   | Тејлор Коен, Мети Пикок |
| „You Should See Me In a Crown”  |  |  | 2018   | Били Ајлиш              |
| „When the Party's Over”         |  |  | 2018   | Карлос Лопез Естрада    |
| „Bury a Friend”                 |  |  | 2019   | Мајкл Чавез             |
| „Bad Guy”                       |  |  | 2019   | Дејв Мејерс             |
| „You Should See Me in a Crown”  |  |  | 2019   | Такаши Мураками         |
| „All the Good Girls Go to Hell” |  |  | 2019   | Рич Ли                  |
| „xanny”                         |  |  | 2019   | Били Ајлиш              |
| „everything i wanted”           |  |  | 2020   | Били Ајлиш              |
| „my future”                     |  |  | 2020   | Ендру Онорато           |
| „No Time to Die”                |  |  | 2020   | Денијел Клајнман        |
| „Therefore I Am”                |  |  | 2020   | Били Ајлиш              |